# Emeric Füștöș
Emeric Füștöș (n. 22 septembrie 1934, Brateș, Covasna -- d. ?) a fost un demnitar comunist român de origine maghiară.

## Studii
- Școala Medie Textilă din Sfântu Gheorghe (1949–1953);
- Școala de ofițeri de infanterie Sfântu Gheorghe (ian. 1955–apr. 1956);
- Școala de partid de șase luni în limba maghiarã din Târgu Mureș (apr.-sept. 1958);
- Școala Superioarã de Partid „Ștefan Gheorghiu“ (1959–1962);
- Facultatea de Economie Politică, Academia de Studii Economice București, curs fără frecvență (1967);
- doctorat la Academia de științe Social - Politice „Ștefan Gheorghiu“